# Vroegere Le-dynastie
De Vroegere Le-dynastie (niet te verwarren met de Latere Le-dynastie) is in de geschiedenis van Vietnam de dynastie die kwam na de Đinh-dynastie en voor de Ly-dynastie. De Vroegere Le-dynastie regeerde voor drie generaties en heeft als belangrijkste wapenfeit het afslaan van de invasie door de Chinese Song-dynastie.
Na de moord op de Dinh-keizer Dinh Tien Hoang en zijn zoon Dinh Lien (Đinh Liễn), besteeg keizer Dinh Phe De de troon, met Le Hoan (Lê Hoàn) als regent en "onderkoning". De hovelingen vreesden ervoor dat Le Hoan de troon zou afnemen van de jonge keizer. Hierom leidden ze het leger in een aanval op de hoofdstad met de bedoeling Le Hoan te doden. Ze verloren echter en werden door Le Hoan omgebracht.
In 980 wilde de Chinese Song-dynastie van de verdeeldheid van Vietnam gebruikmaken om het land (dat niet zo lang daarvoor nog in hun bezit was geweest) weer in te nemen. De hovelingen en de keizerin-moeder Duong Van Nga (Dương Vân Nga) beslisten Le Hoan op de troon te plaatsen, waarmee een begin kwam aan de Vroegere Le-dynastie.
De Vroegere Le-dynastie zette het beleid van de Đinh-dynastie nagenoeg onveranderd voort. Aangezien de dynastie maar kort aan de macht was en ze het in die tijd moest opnemen tegen eerst de Chinese Songs en tegen het koninkrijk Champa plus nog moest afrekenen met enkele lokale revoltes, hadden ze niet de kans om veel hervormingen door te voeren. Ze startten wel de traditie om aan het hof te werken met meer mandarijnen.

## Le Dai Hanh
Le Hoan werd gekroond als keizer Le Dai Hanh. In de tijd van de Đinh-dynastie was hij opperbevelhebber van het leger. Hij versloeg in 981 het leger van de Chinese Song-dynastie in een slag bij de Bach Dang-rivier (sông Bạch Đằng), waar Ngô Quyền voor hem de Chinese Zuidelijke Han-dynastie ook al versloeg. Hij was afkomstig uit Tho Xuan (Thọ Xuân, in de provincie Thanh Hoa. Hij leefde van 941 tot 1005 en werd tot keizer gekroond toen hij 24 was.
De geschiedschrijvers van na zijn tijd prijzen hem om zijn overwinning op de Songs. De meer confucianistische historici na zijn tijd verweten hem dat hij de familiewaarden niet had gerespecteerd, omdat hij Duong Van Nga, keizerin-moeder van Dinh Tien Hoang, had benoemd tot een van zijn vijf eigen keizerin-moeders. Bovendien had hij niet tijdig een opvolger aangewezen, wat na zijn overlijden een machtsstrijd tussen zijn zonen tot gevolg had gehad en uiteindelijk de ondergang van zijn dynastie.

## Le Trung Tong
Na Le Hoans overlijden begonnen zijn zonen te ruziën om de troon. Acht maanden lang was er niemand die het land regeerde. In 1006 werd de tweede prins, Le Ngan Tich (Lê Ngân Tích) uiteindelijk verslagen door zijn broer Le Long Viet (Lê Long Việt), waarna hij vluchtte naar Ha Tinh waar hij door een inboorling werd omgebracht.
Long Viet besteeg de troon als Le Trung Tong. Voor Long Viets overwinning hadden de andere prinsen een tijdelijke vrede gehouden. Le Trung Tong zat echter drie dagen op de troon toen hij en zijn moeder werden vermoord en vervangen.

## Le Ngoa Trieu
Le Long Dinh (Lê Long Đĩnh) vermoordde zijn broer om de troon te verkrijgen en werd gekroond tot keizer Le Ngoa Trieu. Door zijn liederlijke leven leed hij aan aambeien en kon hij niet neerzitten.
Tijdens zijn regeerperiode had hij te maken met plaatselijke stamhoofden en met zijn broers, de andere kinderen van keizer Le Dai Hanh, die elk hun eigen leenschappen probeerden uit te breiden.
Ngoa Trieu had de gewoonte gevangenen te dwingen tot bekentenissen door ze levend te verbranden, te verdrinken of te bewerken met een bot mes. De geestelijkheid had altijd al een grote rol gespeeld in de politiek, maar Ngoa Trieu zette herhaaldelijk een monnik te kijk en hij huurde narren in om de spot te drijven met de mandarijnen. Hij was hierdoor helemaal niet geliefd, bij mandarijnen noch bij het volk.
In 1009 stierf Le Ngoa Trieu op 24-jarige leeftijd. Hij werd opgevolgd door Ly Cong Uan, de eerste keizer van de Ly-dynastie. De Vroegere Le-dynastie regeerde alles samen 29 jaar.

## Galerij

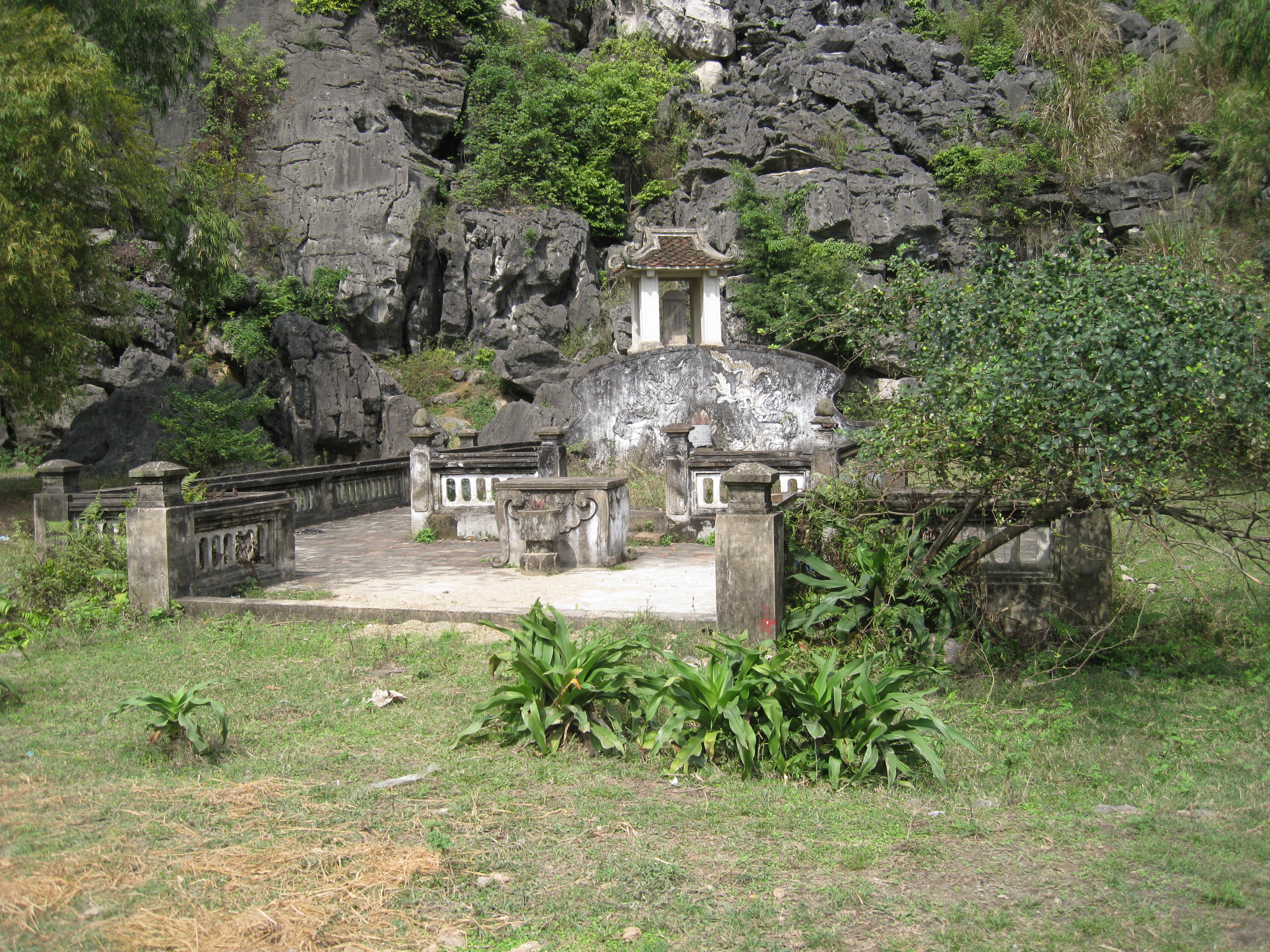
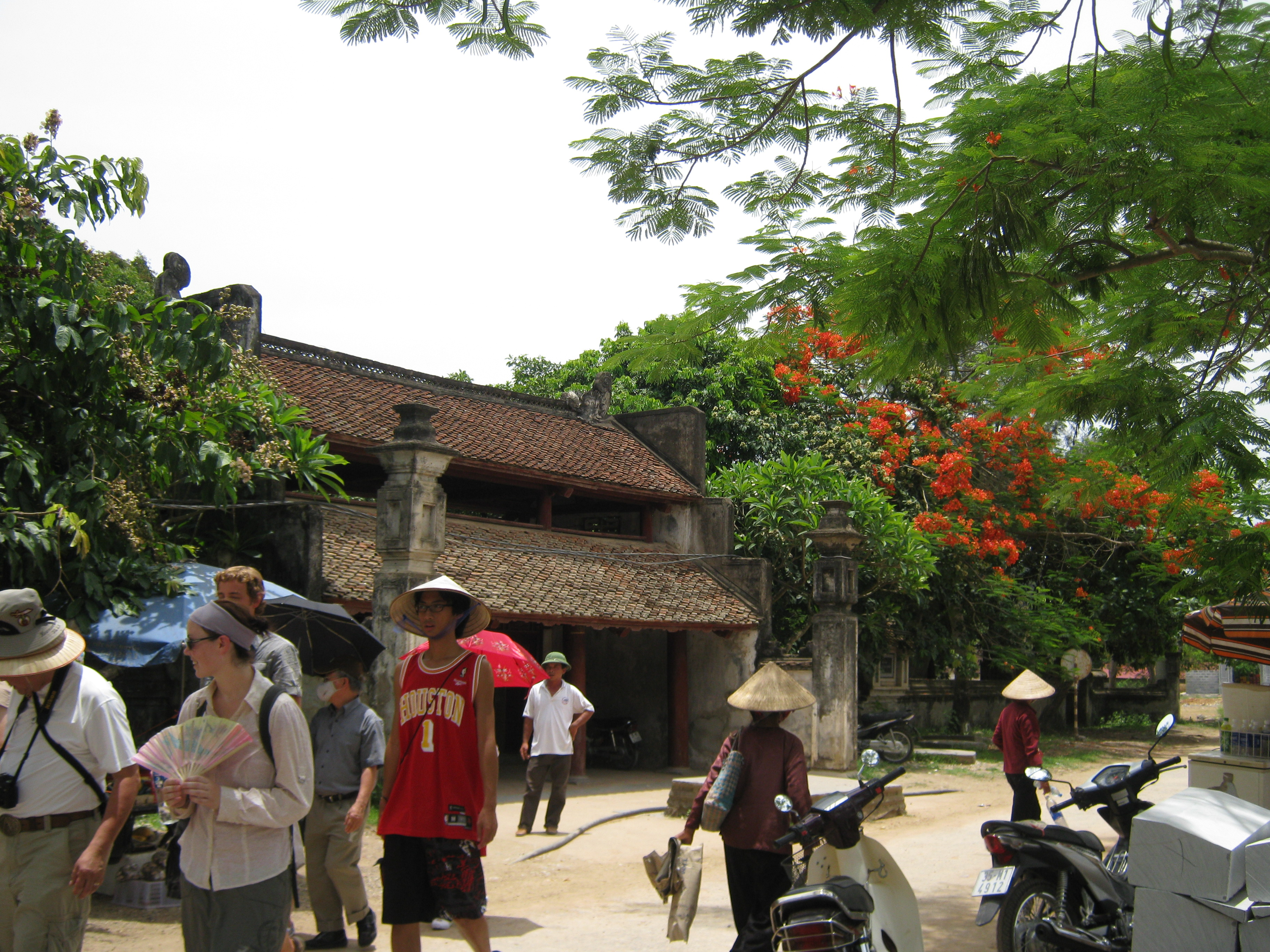
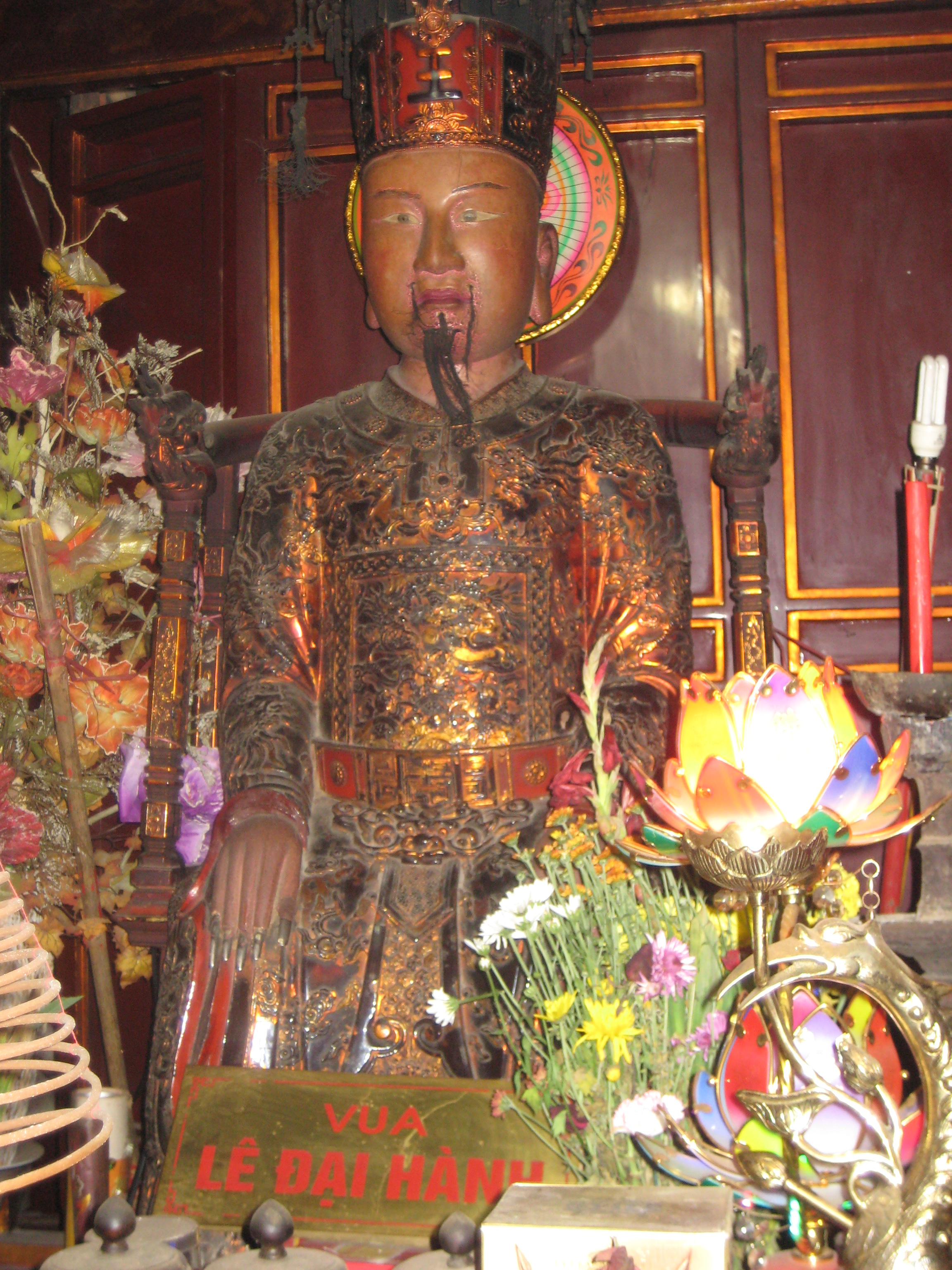
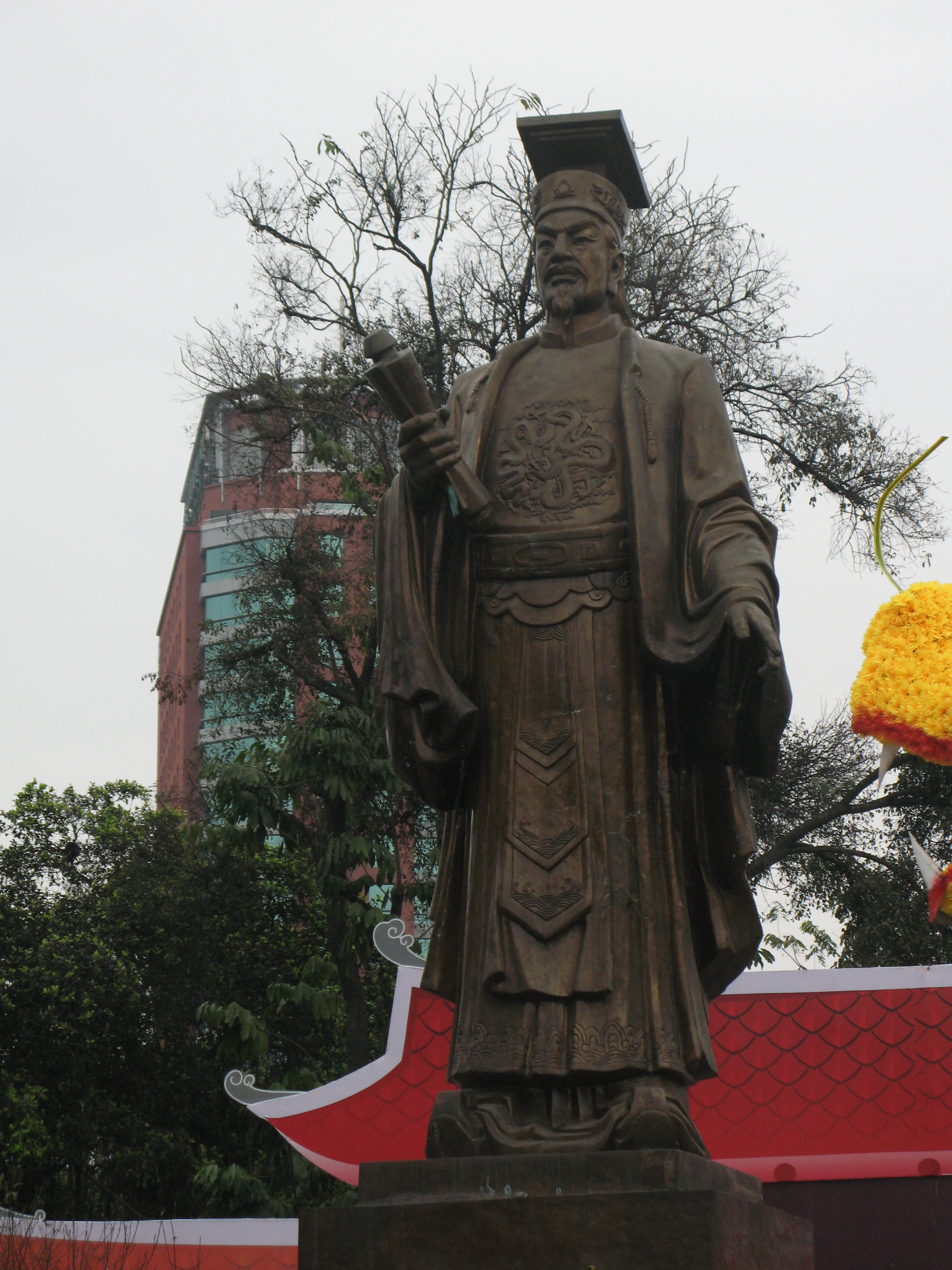